# Pentasaccharide

Verbascose

Pentasaccharide (veraltet Fünffachzucker) sind organisch-chemische Verbindungen aus der Gruppe der Kohlenhydrate. Pentasaccharide entstehen formal aus fünf Monosaccharid-Einheiten (Einfachzucker) durch Wasserabspaltung (vier Äquivalente Wasser). Die Monosaccharid-Einheiten sind im Pentasaccharid kovalent über vier glycosidische Bindungen miteinander verknüpft.  Die Pentasaccharide zählen zur Gruppe der Oligosaccharide.
Ist ein anomeres Kohlenstoffatom einer Aldose oder eines Acyloins endständig, handelt es sich ebenfalls um einen reduzierenden Zucker. 
| Name       | Summenformel | Vorkommen                              |
| ---------- | ------------ | -------------------------------------- |
| Verbascose | C30H52O26    | Wurzeln der Königskerze, Hülsenfrüchte |